# Deglacjacja
Deglacjacja, cofanie się lodowca – proces polegający na stopniowym zaniku lub zmniejszaniu się powierzchni lodowca i odsłanianiu się zlodowaconego terenu, głównie wskutek zmian klimatu.
Wyróżnia się:
- deglacjację frontalną – powolne cofanie się czoła lodowca (w wyniku przewagi topnienia nad napływem nowego lodu) bez utraty jego zwartości; charakterystyczna dla lodowców górskich;
- deglacjację arealną – powierzchniowe zanikanie lodowca, zachodzące równomiernie od góry; lodowiec nie zachowuje swojej zwartości, pozostają bryły martwego lodu zazwyczaj pokryte moreną powierzchniową.
- deglacjację subakwalną – deglacjacja zbiornikowa, podwodna
- deglacjację z oscylacjami i nasunięciami

Z cofaniem lodowca wiąże się powstawanie różnorodnych osadów polodowcowych (glina zwałowa, piaski fluwioglacjalne) i form ukształtowania powierzchni ziemi (wzgórz morenowych, ozów, kemów, sandrów i in.).